# Milanska vojvodina
Milanska vojvodina (v italijanščini Ducato di Milano [dukàto di milàno]) je bila srednjeveška država na severozahodu današnje Italije, ki je trajala od leta 1395 do leta 1796. Prestolnica je bila v Milanu. Vladala ji je družina Visconti [viskònti] in nato po treh letih republike družina Sforza [sfòrca].

## Visconti (1395-1447)
V začetku štirinajstega stoletja je bila Milanska pokrajina sinjorija dinastije Visconti. Vojvodina je nastala leta 1395, ko je nemško-češki kralj Vaclav IV. Češki podelil vojvodski naslov svojemu predstavniku v Milanu Gian Galeazzu Viscontiju. Z naslovom je novi vojvoda prejel dovoljenje, da se na novem grbu upodobi njegov simbol, kača, skupno s cesarjevim orlom. Po dveh letih je Vaclav podelil naslov dux Lombardiae, s katerim je bila priznana Viscontijem oblast nad ozemljem, ki je bilo v njihovi posesti. 
Gian Galeazzo je pridobil državi veliko ozemlja, ki ga je pa njegov sin in naslednik Giovanni Maria večinoma spet izgubil. Po Giovannijevi smrti je njegov brat Filippo Maria nadaljeval očetovo ekspanzionistično politiko. Dolgo let se je boril z Beneško republiko, dokler ni bil leta 1433 podpisan mirovni sporazum, s katerim je Milano prepustil Benetkam Brescio in Bergamo. 
V sporu, ki se je vnel med Anžujci in Aragonci za posest neapeljske krone leta 1435, se je Filippo zavezal z Benečani in Firencami proti Aragoncem, pozneje pa je prešel v nasprotni tabor, vendar so ga prejšnji zavezniki premagali in Filippo je moral odstopiti še več ozemlja Benečanom. Omembe vredno je, da je v teh bitkah poveljeval beneške sile najemnik Francesco Sforza, kateremu je z mirovno pogodbo Filippo dal svojo hčer za ženo in mesto Cremona kot doto. 

### Obseg vojvodine
Za časa vladanja Gian Galeazza, ki je umrl leta 1402, je vojvodina dosegla največji obseg. V naslednjih desetletjih so se državna posestva vedno bolj krčila, dokler niso zavzemala samo ozemlje med Švico in rekami Ticino, Pad in Adda ter del ozemelj Mantove in Cremone. 
- Vojvodina Milano 1400. - zeleno
- Vojvodina Milano 1499. - temnozeleno
- Vojvodina Milano 1748. – temnosivo

## Sforza
Filippo Maria je bil zadnji moški naslednik Viscontijev. Ko je leta 1447 umrl brez potomcev, so milanski plemiči proglasili republiko. Za obrambo pred Beneško republiko so imenovali istega Francesca Sforzo, Filippovega zeta, ki je pred leti vodil beneške čete. 

### Francesco Sforza (1449-1466)
Sforza je bil sposoben vojščak in razgledan politik in ob prvi krizi republike, ki se je pojavila že čez par let, je dosegel ukinitev same republike. Sforza je bil imenovan za milanskega vojvodo in država je postala ponovno vojvodina.
Benečani so še vedno aktivno sodelovali v vojnah, ki so se v tistem času odvijale na Apeninskem polotoku, vendar so po zavzetju Carigrada s strani Turkov morali braniti predvsem egejska posestva. Zato so pristali na zaključek bojevanja na italijanskih tleh, ki ga je predlagal Lorenzo Veličastni, in so podpisali mir v Lodiju.
Ta dogovor je priznal Alfonza Aragonskega za neapeljskega kralja in Francesca Sforzo za milanskega vojvodo. Mir je trajal le do smrti Lorenza Veličastnega leta 1492, oziroma do vdora Karla VIII. v Italijo leta 1494.

### Galeazzo Maria Sforza (1466-1476)
Ko je Francesco Sforza umrl leta 1466, ga je nasledil prvorojenec Galeazzo Maria Sforza, ki je bil ciničen in despotski vladar. Kljub temu se je pod njegovim vladanjem gospodarstvo države močno razvilo. Uvedeno je bilo pridelovanje riža in gojenje sviloprejk. Zanimivo je, da je Galeazzo Maria podpiral zdravstveno varstvo, ki ga je bil njegov oče ustanovil za uslužbence in kmetijske delavce, čeprav so zgodovinarji mneja, da tega ni počel iz človekoljubja, temveč zaradi prepričanja, da so invalidni delavci izguba za ekonomijo. 
Ostale reforme, ki jih je uvedel Galeazzo, so bile inovativne in v nasprotstvu z ustaljeno politiko njegovega očeta, ki je predvsem želel ohraniti concordia partium, se pravi soglasje med socialnimi sloji prebivalstva v državi. Zato so nekatere naletele na neodobravanje ljudstva. 
Galeazzo Maria Sforza je uvedel nov kovanec, desetgramski srebrnik z njegovo podobo. Potrdil je nove statute za trgovinske cehe. Zmanjšal je ekonomske privilegije plemičev in ustanovil razkošen dvor po zgledu drugih itaijanskih vladarjev. V ta namen je spremenil staro trdnjavo, splošno imenovano grad (castello), v razkošno graščino, ki je še danes eden od simbolov Milana – castello Sforzesco. Med letoma 1471 in 1476 je gostil flamsko glasbeno skupino za kapelo v tem gradu. V istem letu 1471 je pooblastil Panfila Castaldija, da je ustanovil tiskarno v Milanu, ki je izdala veliko pomembnih knjig.
Morda vse te novosti, bolj verjetno pa ošabno in brezobzirno Galeazzovo vedenje, so privedle do zarote in uboja mladega vojvode leta 1476.

### Gian Galeazzo Maria Sforza (1476-1494)
Galeazza je nasledil sedemletni sin Gian Galeazzo Maria z regentstvom matere Bone. Za regentstvo se je potegoval tudi Ludovico, brat Galeazza in stric malega Gian Galeazza, in leta 1480 mu je tudi uspelo, da je prevzel Bonino mesto. . Gian Galeazzo je bil konfiniran v pavijski grad, kjer je leta 1494 umrl v nepojasnjenih okoliščinah. Njegova vdova, Izabela Aragonska, je bila vnukinja Ferdinanda I. Neapeljskega in Gian Galeazzova smrt je povzročila hudo nasprotovanje Ludovicu s strani Aragoncev. V odgovor je Ludovico prepričal francoskega kralja Karla VIII., da ima pravico do Neapeljskega prestola, saj je bil Neapelj do leta 1442 last Anžujcev. Karel je dejansko vdrl na Apeninski polotok in zavzel Neapeljsko kraljestvo, s čimer se je začelo obdobje italijanskih vojn.

### Ludovico il Moro (1480-1499)
Ludovico Maria Sforza, splošno imenovan il Moro zaradi bujnih črnih las, je bil drzen politik. Ko se je njegovemu francoskemu zavezniku zoperstavila koalicija Beneške republike, Papeške države in drugih, je spremenil svoje stališče in se pridružil novemu zavezništvu. Francozi tega niso pozabili. Po Karlovi smrti se je njegov naslednik Ludvik XII. Francoski predstavil kot dedni upravičenec do Milanske vojvodine, v kolikor vnuk Valentine Visconti, hčere Gian Galeazza Visconti. Valentinina poročna pogodba je namreč zagotavljala vojvodski naslov njenim potomcem v slučaju izumrtja Viscontijev. Ludvik Francoski je leta 1499 s pomočjo švicarskih najemniških čet napadel Milan in premagal Ludovica Mora, ki je v njegovem ujetništvu v Franciji umrl leta 1508. 

### Francozi in Švicarji (1499-1521)
Francozi so ostali na vladi Milanske vojvodine od leta 1499 do leta 1512, ko jih je odstavila švicarska vojska. Franc I. Francoski, naslednik Ludvika XII, je namreč zavrnil zahtevo kantona Graubünden po povišanju dogovorjene dajatve za švicarske najemnike v francoski vojski. Vojaki so zaradi tega zapustili njegove čete, zavzeli Milano in se začasno priključili nasprotnemu taboru. Švicarji so ostali na oblasti Milanske vojvodine tri leta, čeprav je bil formalni vladar Morov sin Massimiliano Sforza.
Po porazu, ki so ga doživele švicarske čete leta 1515, so se vrnili v Milano Francozi. Odstavili so Massimiliana in direktno vladali do leta 1521.

### Francesco I. Sforza (1521-1535)
V okviru italijanskih vojn je leta 1521 Milanska vojvodina prešla pod Sveto Rimsko cesarstvo in Karel V. Habsburški je postavil na prestol Franca I. Sforza, Massimilianovega brata. Ko se je po nekaj letih ustanovila Cognaška liga proti cesarju Karlu, se ji je pridružil tudi Franc I. Sforza. Cesarjeva vojska ga je sicer kmalu premagala, a uspelo mu je obdržati nekaj ozemlja. Beneška republika je namreč odstopila Karlu apulijsko obalo v zameno za samostojnost Milanske vojvodine, ki je bila zanjo strateškega pomena. Leta 1535 je Franc umrl brez potomcev in odprlo se je novo nasledstveno vprašanje. 

## Španci (1559-1714)
Francozi in Španci so se dolgo prepirali za posest Milana. Karel V. je enostavno proglasil bivšo vojvodino za svoj fevd in ga je dal v upravo sinu Filipu. To je bilo potrjeno leta 1559 z mirovno pogodbo v Cateau-Cambrésis, ki je zaključila italijanske vojne. 
Obdobje španske nadoblasti ni bilo ugodno za razvoj Milana in njegovega ozemlja. Visoki davki in slaba administracija so zavirali industrijo in obrt, splošna revščina je povzročila rast organiziranega kriminala in moralne izprijenosti. Stanje se je poslabšalo z epidemijami kuge leta 1576 in 1630, ki so pobrale večino delovne sile in popolnoma ohromile gospodarstvo. Ogromen Španski imperij ni mogel biti zadosti prisoten v vseh svojih deželah, pa tudi ni imel dovolj ekonomskih sredstev za podpiranje lokalnih gospodarstev. Edina ekonomska dejavnost, ki je v tej dobi uspevala, so bile železarne in metalurgija. 
Po zaključku španske nasledstvene vojne je Milanska vojvodina pripadla avstrijski veji Habsburžanov.

## Avstrijci (1714-1796)
Milanska vojvodina je bila združena z Vojvodino Mantova, vendar je skupna površina obsegala komaj dve tretjini nekdanje države, saj so bila izključena vsa ostala ozemlja današnje Lombardije. 
Med avstrijskim vladanjem so bile izvedene pomembne reforme, saj so Habsburžani širili svoj razsvetljeni absolutizem tudi v pridobljenih deželah. Odpravljena je bila cerkvena cenzura, urejen državni kataster in davčni sistem. Podprta je bila proizvodnja, predvsem pridobivanje svile, metalurgija in izdelovanje orožja.

## Napoleonova ureditev in ukinitev vojvodine (1797-1815)
Po Napoleonovih zmagah v severni Italiji so leta 1796 Francozi ustvarili na ozemlju Milanske vojvodine Transpadansko republiko, ki se je že po nekaj mesecih združila s Cispadansko republiko v novonastalo Cisalpinsko republiko s prestolnico Milano. Z Dunajskim kongresom leta 1815 je bila Milanska vojvodina dokončno ukinjena in njena ozemlja so bila vključena v Lombardsko-beneško kraljestvo, formalno samostojno državo, a dejansko del avstrijskega imperija.